# Gemeinschaft Emmanuel

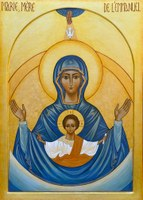
Neue Ikone der Gemeinschaft Emmanuel

Die Gemeinschaft Emmanuel (französisch Communauté de l’Emmanuel) hat sich im Jahre 1976 aus einer 1972 von Pierre Goursat und Martine Catta (geb. Laffitte) gegründeten Gebetsgruppe der Katholischen Charismatischen Erneuerung gebildet.

## Geschichte

### Entstehung und Anerkennung
Pierre Goursat, ein französischer Filmkritiker, und Martine Lafitte, eine Medizinstudentin, lernten Anfang der 1970er Jahre die katholische charismatische Erneuerung kennen. Gemeinsam gründeten sie 1972 einen Gebetskreis zumeist junger Leute in Paris. Als sich die stetig wachsende Gruppe aus Platzgründen teilte, suchte man einen Namen, der die Identifikation auch über die Trennung hinweg ermöglicht. Zwei Bibelstellen (Jes 7,14 ), zitiert in (Mt 1,23 ) wurden namensgebend: „Siehe, die Jungfrau hat empfangen, sie gebiert einen Sohn und wird ihm den Namen Immanuel geben.“
Ein erstes Treffen der Charismatischen Erneuerung in Frankreich fand in Vezelay statt und wurde vor allem von Pierre Goursat und der entstehenden Gemeinschaft Emmanuel organisiert, 1975 fand das Treffen in Paray-le-Monial, das fortan zum geistlichen Zentrum der Gemeinschaft Emmanuel wurde. Mehr und mehr Gebetsgruppen entstanden.
1976 verständigten sich etliche Mitglieder auf einen Rahmen für die religiöse Praxis, den sie als hilfreich für ihren persönlichen und gemeinschaftlichen Glaubens- und Lebensweg erfahren hatten und der ein Leben „in der Welt“, das heißt mit Familie, Beruf und sozialen Engagements ermöglichte: Wöchentliche Treffen in kleinen Gruppen, monatliche Treffen in einem regionalen Rahmen, Gebetsleben im Alltag, Begleitung. Die Mitglieder kamen aus den unterschiedlichsten sozialen Milieus.
1981 gab es erste Statuten auf diözesaner Ebene. In diesem Jahr wurden auch aus den Reihen der Gemeinschaft Emmanuel die ersten Diözesanpriester geweiht. Außerdem engagierten sich die ersten Frauen im gottgeweihten Leben. Das Miteinander der verschiedenen Lebensstände, wobei die allermeisten Mitglieder Laien waren, wurde zu einem Charakteristikum. Zudem wurde in diesem Jahr Fidesco gegründet als Organisation, die sich auf der Basis des Glaubens in der Entwicklungshilfezusammenarbeit engagiert und Volontäre entsendet.
1992 erfolgte die Anerkennung durch den Heiligen Stuhl als private internationale Vereinigung von Gläubigen, zunächst ad experimentum, 1998 definitiv.
2009 wurde der Status geändert in öffentliche internationale Vereinigung von Gläubigen päpstlichen Rechts, was bedeutet, dass die Wirkung zum Wohl der Kirche über den Kreis der Gemeinschaft Emmanuel hinaus bestätigt wurde.
2017 erfolgte die Einrichtung der Klerikervereinigung. In diesem Kontext wurden auch die Statuten der Gemeinschaft Emmanuel den neuen Gegebenheiten und vor allem der immer stärker werdenden Internationalität angepasst.

### Weltweite Ausbreitung
Durch Auslandsaufenthalte und Kontakte entstanden auch in anderen Ländern lokale Gruppen, beginnend in Europa sowie weit darüber hinaus. So wuchs die Gemeinschaft von 50 Mitgliedern im Jahr 1977, über 1.200 in knapp zehn Ländern im Jahr 1982 zu ca. 12.000 Mitgliedern in über 60 Ländern im Jahr 2023.

### Deutschsprachiger Raum
1982 gelangte über einen deutschen Studenten und eine Französin in Bonn die Idee der Gemeinschaft Emmanuel nach Deutschland, wo sie noch im selben Jahr gegründet wurde. Ein erster lokaler Schwerpunkt wurde bald darauf Würzburg. Die ersten Seminaristen traten Ende der 80er Jahre in das Priesterseminar der Erzdiözese München und Freising ein, wo Friedrich Kardinal Wetter die Statuten anerkannte. 1992 entstand im oberbayerischen Birkenstein die erste deutschsprachige Evangelisationsschule der Gemeinschaft Emmanuel, die 1996 nach Altötting umzog. Aus jährlichen Jugendtreffen entwickelt sich das Forum Altötting, ein internationales Glaubenstreffen für alle Generationen. Seit einigen Jahren ist in Altötting auch der Hauptsitz der Gemeinschaft Emmanuel in Deutschland (Gemeinschaft Emmanuel e. V.)
2002 wurde auch in Wien eine Evangelisationsschule gegründet, aus der einige Jahre darauf die Akademie für Dialog und Evangelisation wurde, an der unter anderem verschiedene Kurse und Lehrgänge zu den Themen Mission sowie EU angeboten werden.
In Deutschland ist die Gemeinschaft Emmanuel Mitglied des Gesprächskreises Geistlicher Gemeinschaften, Bewegungen und Initiativen (GGG). Insgesamt gehören ihr hier ca. 400 und in Österreich ca. 100 Mitglieder an (Stand 2021).

## Organisation und Strukturen
Nach Kirchenrecht ist die Gemeinschaft eine öffentliche internationale Vereinigung von Gläubigen päpstlichen Rechts gemäß can 312–320 des Kanonischen Kirchenrechts. Ihr gehören Personen aller Lebensstände, das heißt unverheiratete Männer und Frauen, Ehepaare, Priester (in der Regel in einer Diözese inkardiniert) und gottgeweihte Brüder und Schwestern an.
Derzeit zählt die Gemeinschaft etwa 12.000 Mitglieder in rund 60 Ländern. Unter ihnen befinden sich ca. 275 Priester, um die 100 Seminaristen und ca. 225 gottgeweihte Brüder und Schwestern.

### Struktur und Leitung

#### Generalmoderator
Die Gemeinschaft Emmanuel wird von einem Generalmoderator geleitet. Das Amt des Generalmoderators kann nur von Laien (Mann oder Frau) ausgeübt werden. Der Generalmoderator wird mit Zweidrittelmehrheit für die Dauer von fünf Jahren gewählt und vom Dikasterium für die Laien, die Familie und das Leben bestätigt. Das Mandat kann ein einziges Mal erneuert werden.

#### Gebets- und Wahlversammlung
Die Gebets- und Wahlversammlung ist eine Versammlung von Mitgliedern der Gemeinschaft Emmanuel, die zum einen über die lokalen Strukturen gewählt werden, zum anderen aufgrund von konkreten Verantwortungen berufen werden. Diese Versammlung wählt den Internationalen Rat und den Generalmoderator in Direktwahl.

#### Leitungsgremien
Der Generalmoderator arbeitet eng zusammen und stimmt seine Arbeit ab mit dem Internationalen Rat der Gemeinschaft Emmanuel und dem Internationalen Büro.
Der Internationale Rat bildet zum einen die internationale Realität ab, zum anderen die wichtigsten Strukturen. Ihm gehören 15 gewählte Mitglieder aus aller Welt an sowie fünf Mitglieder von Rechts wegen. Das Mandat von 5 Jahren kann nur einmal erneuert werden. Der Internationale Rat ist zusammen mit dem Generalmoderator für die großen Orientierungslinien verantwortlich und muss bei grundlegenden Entscheidungen konsultiert werden.
Das Internationale Büro vereint die Verantwortlichen von zentralen Diensten sowie die Delegierten für die Zonen. Es unterstützt den Generalmoderator im Alltag der Leitung, insbesondere in der Ebene der lokalen Leitung.

#### Geografische Strukturen
Weltweit ist die Gemeinschaft Emmanuel in Zonen unterteilt (aktuell 6), die wiederum in Provinzen unterteilt sind. Für jede Zone gibt es einen Delegierten des Generalmoderators, der wiederum mit einem Team aus seiner Zone zusammenarbeitet. Die Größe der Zonen und Provinzen hängt von der Mitgliederzahl vor Ort ab.

### Klerikervereinigung
2017 wurde in Zusammenarbeit mit dem Vatikan die Klerikervereinigung der Gemeinschaft Emmanuel als öffentliche internationale Klerikervereinigung päpstlichen Rechts gegründet, um den Status der Priester der Gemeinschaft Emmanuel besser zu klären und ihnen in den Diözesen einen besseren Rahmen für ein priesterliches Leben gemäß dem Charisma der Gemeinschaft Emmanuel zu gewähren. Alle Kleriker (Priester und Diakone) gehören sowohl dieser Klerikervereinigung als auch der Gemeinschaft Emmanuel an. Die Klerikervereinigung verfügt über eigene Leitungsstrukturen. Im Normalfall wirken die Priester als Diözesanpriester und unterstehen damit dem Bischof. In einigen ausgewählten Situationen inkardiniert die Gemeinschaft Emmanuel auch selbst Priester. Dies betrifft vor allem jene, die mit internen Leitungsaufgaben betraut sind, für die ein längerfristiges und unabhängiges Engagement vonnöten ist.

### Sonstige Verortung
Die Gemeinschaft Emmanuel ist ebenso wie die anderen geistlichen Gemeinschaften der Katholischen Kirche im Vatikan dem Dikasterium für Laien, Familie und Leben unterstellt, die Klerikervereinigung untersteht dem Dikasterium für den Klerus. Die Gemeinschaft Emmanuel ist Mitglied im Katholischen Verbund der charismatischen Bundesgemeinschaften und -Vereinigungen.

## Spiritualität
Die Spiritualität der Gemeinschaft Emmanuel wurzelt in der charismatischen Erneuerung sowie im 2. Vatikanischen Konzil. Als Säulen des geistlichen Lebens gelten die (eucharistische) Anbetung, eine Haltung des Mitleidens sowie die Evangelisation. Charakteristisch ist zudem der (zumeist gesungene) Lobpreis. Inhaltlich betont sie, der Lehre der katholischen Kirche zu folgen.

## Lebensstände
Als Lebensstand wird in der katholischen Kirche die je konkrete Lebensform bezeichnet. Gemeinhin zählen dazu die Lebensstände des Priestertums, des gottgeweihten Lebens und die Laien. In der Gemeinschaft Emmanuel sind alle diese Lebensstände vertreten.
Die allermeisten Mitglieder der Gemeinschaft Emmanuel sind Laien: Ehepaare, Alleinstehende, Verwitwete. Jeder lebt in seinem eigenen Haushalt und ist wirtschaftlich selbständig.
Die Männer und Frauen, die im Zölibat um des Himmelreiches gottgeweiht sind, leben diese Berufung ganz und gar „in der Welt“. Auch sie leben in kleinen Wohngemeinschaften zusammen, wo sie gemeinsam beten und das Leben miteinander teilen. Sie üben einen Beruf aus, der ihrer Qualifikation entspricht und sind wirtschaftlich komplett selbständig. Kirchenrechtlich handelt es sich auch bei diesen nicht um Ordensleute, was nicht zuletzt dadurch zum Ausdruck kommt, dass ihre Angelegenheiten dem Dikasterium für die Laien, die Familie und Leben unterstehen (nicht dem Dikasterium für die Institute geweihten Lebens und für die Gesellschaften apostolischen Lebens). Die gottgeweihten Frauen tragen – sofern es die kulturellen Umstände zulassen – als äußeres Zeichen ihrer Lebensweihe einen dunkelblauen Rock und ein weißes Oberteil sowie ein kleines Holzkreuz.
Die Priester der Gemeinschaft Emmanuel sind in aller Regel Diözesanpriester, die in vielen Ländern zumindest einen Teil ihrer Ausbildung in diözesanen Priesterseminaren absolvieren. Nach Möglichkeit werden sie zu mehreren für einen gemeinsamen pastoralen Auftrag (beispielsweise in einer Pfarrei) eingesetzt und leben in Wohngemeinschaften von 2–3 Priestern zusammen.

## Engagements und Einrichtungen (Auswahl)

### Deutschsprachiger Raum
- Altötting: Projekt „Rejoice“, Internationales Sommerforum, Sitz der Gemeinschaft Emmanuel Deutschland
- Wien: Akademie für Dialog und Evangelisation, Sitz der Gemeinschaft Emmanuel Österreich
- Köln: citymissionarisches Projekt an der Herz-Jesu-Kirche
- Münster: Emmanuel House (citymissionarisches Projekt)
- Gebetsabende an verschiedenen Orten
- Zudem sind an verschiedenen Orten Priester der Gemeinschaft Emmanuel in der Pfarrseelsorge tätig.

### Frankreich und weltweit
- Fidesco: Organisation der Entwicklungshilfezusammenarbeit. Engagement in Projekten weltweit sowie Entsendung von Volontären.
- Le Rocher: Engagement in den Banlieue Frankreichs
- Emmanuel Music: Produktion und Vertrieb von geistlicher Musik
- Editions Emmanuel: katholischer Verlag in Frankreich
- Foren: große und kleine Glaubenstreffen u. a. in Paray-le-Monial und in Altötting
- Pilgerseelsorge u. a. in L’Île Bouchard und in Paray-le-Monial
- Centre Rugamba: Zentrum für Straßenkinder in Kigali, Ruanda
- Engagement für Sinti & Roma: Treffen, Pilgerfahrten u. v. m.
- Zachäus: Kurs zur Soziallehre der Kirche

(Quelle:)

## Bekannte Mitglieder
- Martine Catta
- Jean-Rodolphe Kars
- Laurent Landete
- Otto Neubauer
- Dominique Vermersch

Verstorbene Mitglieder, für die ein Seligsprechungsverfahren läuft:
- Pierre Goursat
- Cyprien et Daphrose Rugamba

Bischöfe, die aus der Gemeinschaft Emmanuel hervorgegangen sind (mit der Ernennung zum Bischof unterstehen sie kirchenrechtlich nicht mehr der Leitung der Gemeinschaft Emmanuel):
- Philippe Christory (Chartres, Frankreich)
- Dominique-Marie David (Monaco)
- Emmanuel Dassi (Weihbischof in Bafoussam, Kamerun)
- Kornél Fábry (Esztergom-Budapest, Ungarn)
- Hermann Glettler (Innsbruck, Österreich)
- Jacques Benoit-Gonnin (Beauvais, Noyon et Senlis, Frankreich)
- Guy de Kerimel (Toulouse, Frankreich)
- Jean Laffitte (Prälat des Malteserordens)
- Xavier Malle (Gap et d’Embrun, Frankreich)
- Dominique Rey (Fréjus-Toulon, Frankreich)
- Yves le Saux (Annecy, Frankreich)
- Joseph A. Williams (Saint Paul and Minneapolis, USA)

## Kritik
Grundsätzlich gelten die Neuen Geistlichen Gemeinschaften als ein schwer fassbares Phänomen, das auch innerhalb der Kirche kontrovers diskutiert wird. Auf der einen Seite werden sie als Chance gesehen, eine Revitalisierung des Glaubens zu ermöglichen, da insbesondere die bekennend missionierenden Gemeinschaften – wie es auch die Gemeinschaft Emmanuel ist – durch ihre Glaubensüberzeugungen und eine charismatische Pastoral den Glauben wieder attraktiv machen wollen. Deshalb sieht u. a. auch der Vatikan in ihnen ein gutes Instrument zur Evangelisierung und Missionierung. Auf der anderen Seite gibt es auch Kritik, etwa dann, wenn solche Gemeinschaften mit ihren besonderen theologischen Profilen in die Strukturen und pastoralen Ansätze klassischer Kirchengemeinden integriert werden sollen. Hier können Spaltungen entstehen. Auch ist von Elitedenken und Abschottung die Rede. Die Bischofskonferenz erstellt derzeit eine Arbeitshilfe, die Pfarrgemeinden und Bewegungen helfen soll, mit Konflikten umzugehen.